# Чарлстаун (Вісконсин)
Чарлстаун (англ. Charlestown) — місто (англ. town) в США, в окрузі Калумет штату Вісконсин. Населення — 774 особи (2020).

## Демографія
Згідно з переписом 2010 року, у місті мешкало 775 осіб у 296 домогосподарствах у складі 237 родин. Було 319 помешкань
Расовий склад населення:
| - 97,5 % — білих - 0,9 % — чорних або афроамериканців - 0,3 % — азіатів - 0,1 % — корінних американців |

До двох чи більше рас належало 0,6 %. Частка іспаномовних становила 1,2 % від усіх жителів.
За віковим діапазоном населення розподілялося таким чином: 23,2 % — особи молодші 18 років, 60,8 % — особи у віці 18—64 років, 16,0 % — особи у віці 65 років та старші. Медіана віку мешканця становила 45,6 року. На 100 осіб жіночої статі у місті припадало 108,3 чоловіків;  на 100 жінок у віці від 18 років та старших — 111,7 чоловіків також старших 18 років.
Середній дохід на одне домашнє господарство  становив 80 333 долари США (медіана — 76 875), а середній дохід на одну сім'ю — 85 159 доларів (медіана — 78 875). Медіана доходів становила 50 833 долари для чоловіків та 35 000 доларів для жінок. За межею бідності перебувало 4,1 % осіб, у тому числі 1,1 % дітей у віці до 18 років та 4,8 % осіб у віці 65 років та старших.
Цивільне працевлаштоване населення становило 450 осіб. Основні галузі зайнятості: виробництво — 27,3 %, освіта, охорона здоров'я та соціальна допомога — 14,2 %, сільське господарство, лісництво, риболовля — 11,1 %, роздрібна торгівля — 8,9 %.